# École du dimanche

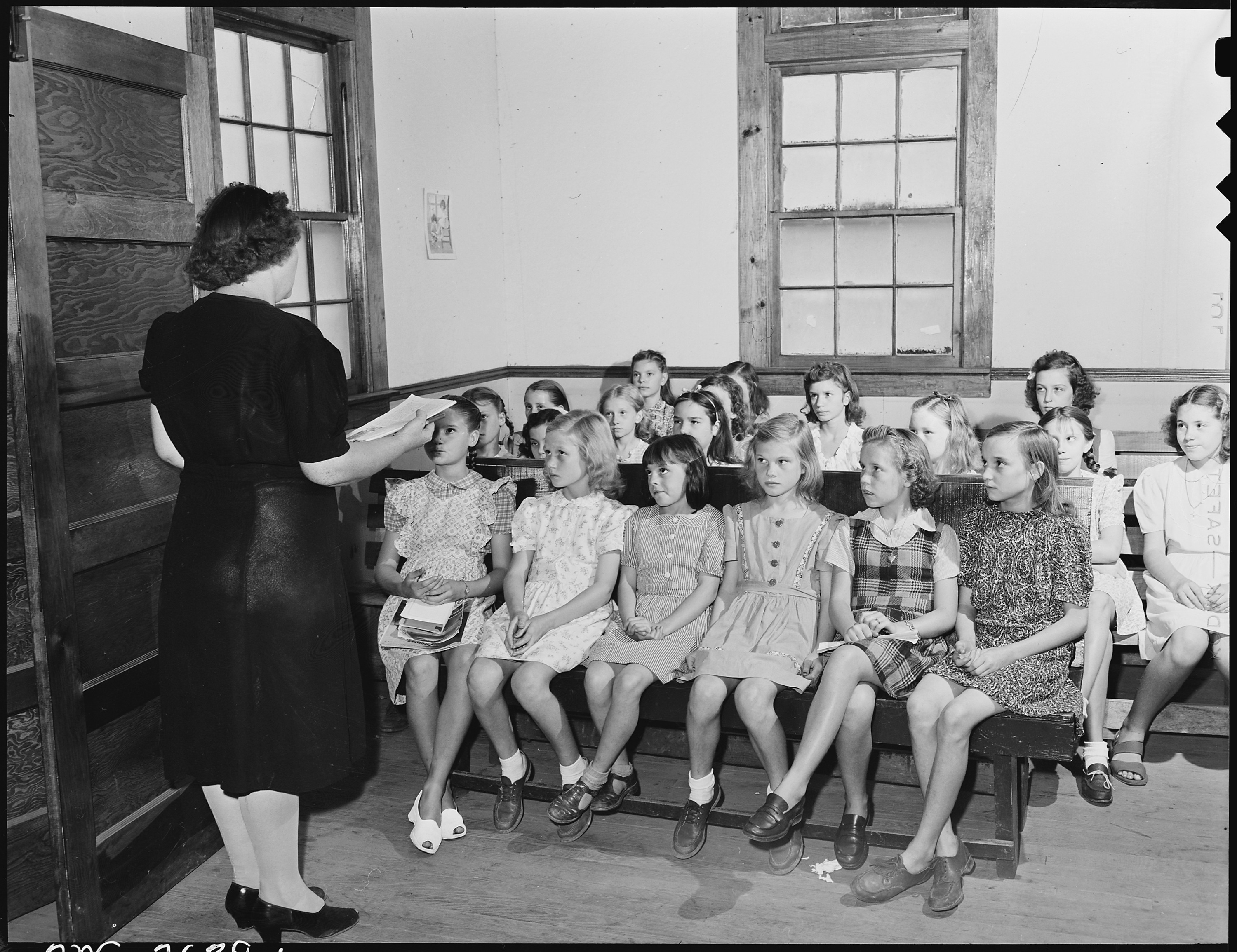
École du dimanche dans une église baptiste de Lejunior (Comté de Harlan (Kentucky)), États-Unis, 1946.

L’école du dimanche (Sunday school en anglais) est une institution protestante ou évangélique d'enseignement de la Bible aux enfants.
Elle met l'accent sur la lecture personnelle de la Bible (sola et tota scriptura),.
À l'origine, elle n'était pas un culte pour enfants. Lorsque les premières écoles du dimanche ont été fondées, les leçons se donnaient en marge du culte. Ne s'agissant pas d'un catéchisme d'Église, cela permit au mouvement de se développer largement dans l'ensemble du protestantisme et à l'international. Le contenu des réunions se compose essentiellement d'étude de récits bibliques et de chants.
Aujourd’hui, elle désigne l’enseignement adapté que reçoivent les enfants et les adolescents, dans une salle ou un bâtiment distinct d’une église protestante ou chrétienne évangélique, pendant le service. Dans certaines églises, l'école du dimanche est aussi destinée aux adultes avant ou après le service.

## Historique

### Les précurseurs du mouvement
L'enseignement du catéchisme était déjà apparu au XVIe siècle avec Charles Borromée à Milan au sein de l'Église catholique, et quelques écoles du dimanche surgissent au XVIIe siècle avec Joseph Alleine et Hanna Ball (1733-1792), méthodiste de High Wycombe, en Angleterre. D'autres précurseurs seraient à signaler aussi dans le judaïsme pour ce qui relève de la tradition judéo-chrétienne.

### Le mouvement anglais à partir de 1780

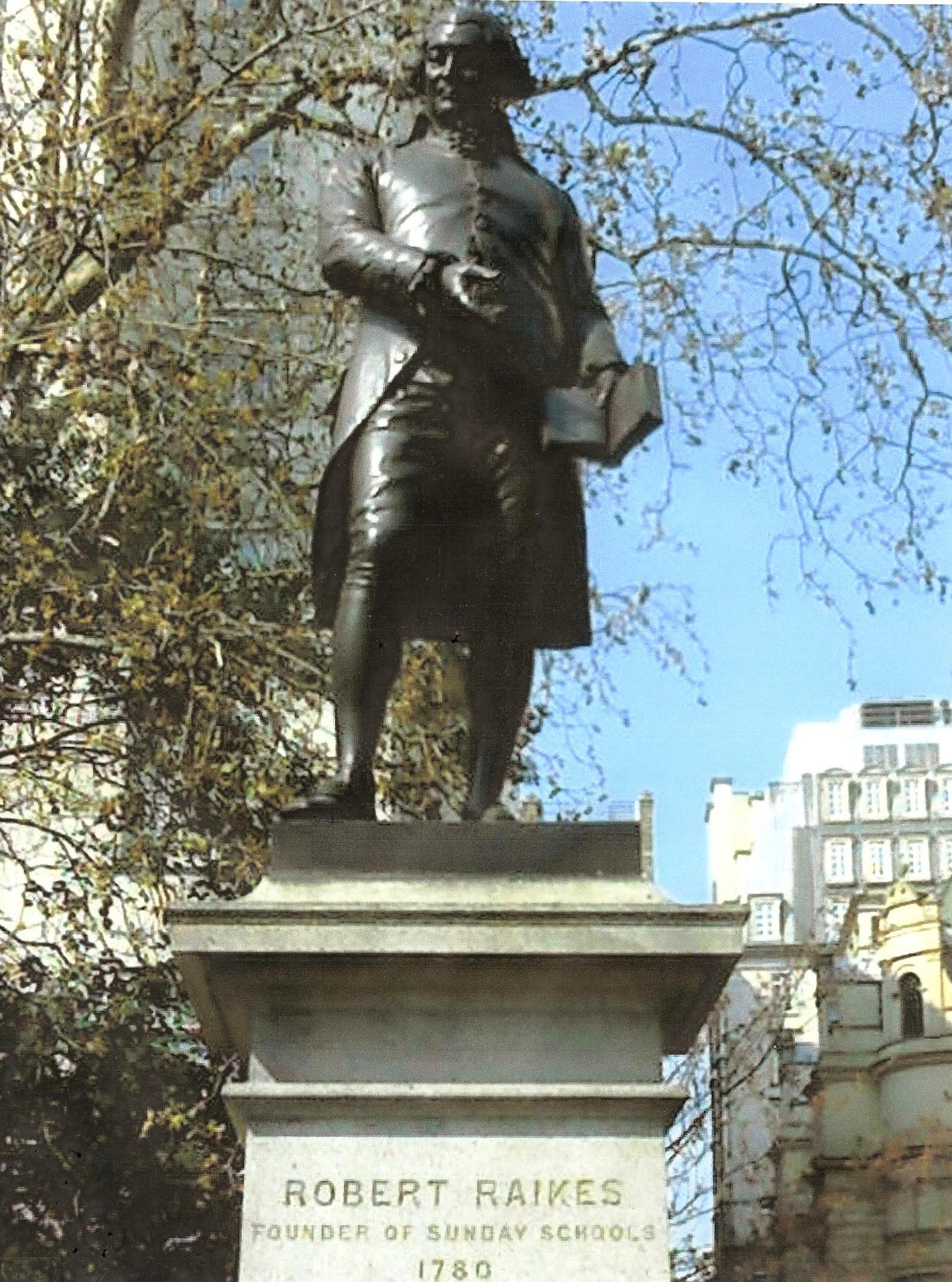
Statue de Robert Raikes (1736-1811) à Londres.

La première École du dimanche débute en été 1781 à Gloucester, en Angleterre, avec le rédacteur en chef du Gloucester Journal, Robert Raikes.

#### Structuration du mouvement anglais (débutXIXesiècle)

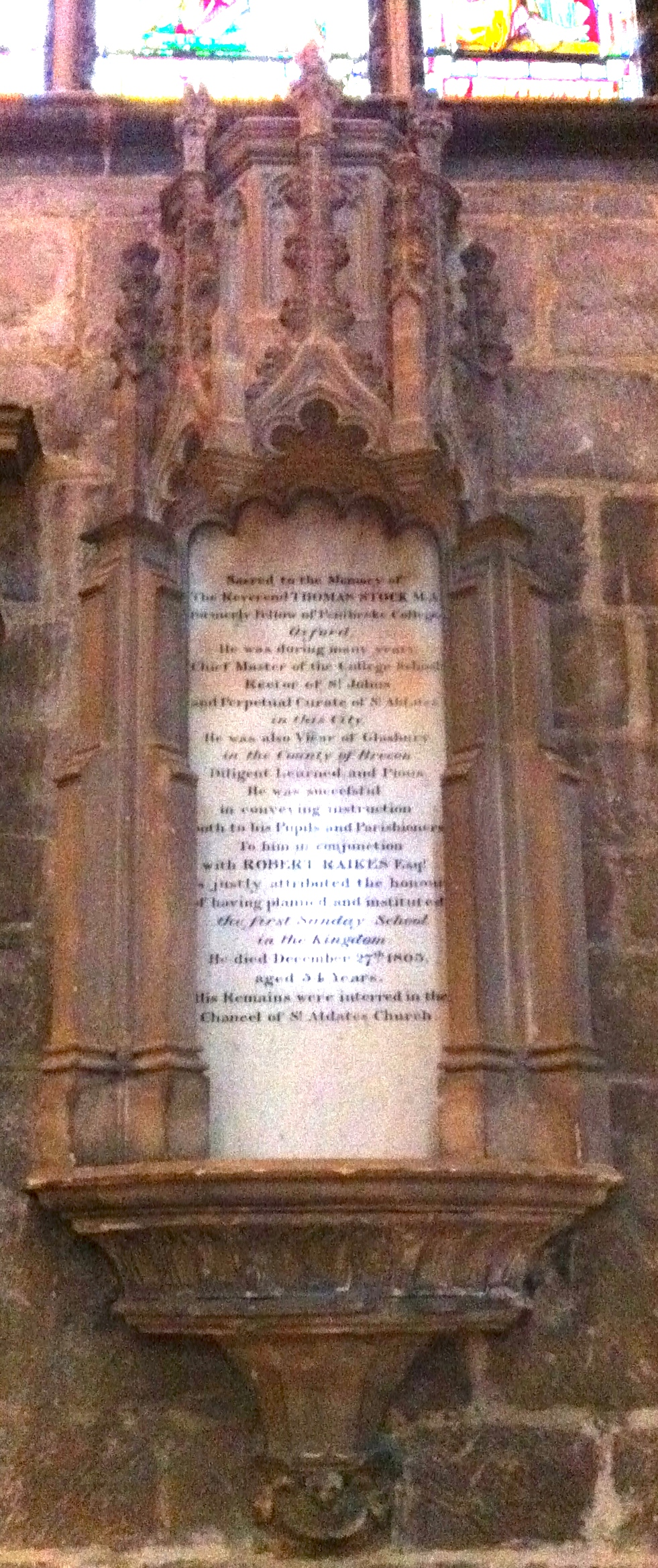
Monument à Thomas Stock dans la cathédrale de Gloucester.

La Sunday School Society (en) est fondée par le diacre baptiste William Fox le 7 septembre 1785 dans l'église baptiste de Prescott Street, à Londres. Ce dernier avait été touché par des articles de Robert Raikes, sur les problèmes de délinquance juvénile. Le pasteur Thomas Stock et Raikes inscrivent ainsi une centaine d'enfants de six à quatorze ans. La société publie ses manuels et réunit près de 4 000 écoles du dimanche.
La Sunday School Union (SSU) est fondée le 13 juillet 1803. La société a diffusé en avril 1810 : 300 000 syllabaires, 63 500 Nouveaux Testaments et 8 000 Bibles.
De la littérature est produite, des bibliothèques créées et même une « école biblique » pour former les moniteurs et les monitrices. Le mouvement se développe à la même époque où les sociétés des traités, de colportage, des missions mobilisent de nombreux acteurs. Des Sociétés dénominationnelles sont créées plus tard, avec celle de l'Église méthodiste, qui est particulièrement active dans ce domaine.
La branche de l’École du dimanche qui prend un caractère plus spécifiquement religieux nait après le 25 juillet 1785, jour de la première fête célébrée en son honneur, dans l'église de Painswick. Celle-ci a réuni près de 400 enfants venus passer un examen public, chanter des cantiques, et écouter la prédication du Dr Gasses. Les enfants de familles protestantes étant davantage scolarisés en semaine, l'apprentissage de la lecture, dans ce cadre là, se justifiait moins. Ces enfants pouvaient au moins aller à la charity school en semaine, ce qui n'était pas le cas des jeunes ouvriers pour qui Raikes ouvre la première École du dimanche.

#### Premiers bilans
Le taux de criminalité est affecté par le mouvement. Auguste Schaffner en témoigne ainsi en 1893 : 
« Actuellement, grâce à l'influence moralisatrice de cette œuvre, la statistique criminelle compte 28 % de prisonniers et 45 % de prisonnières de moins qu'il y a 10 ans : et si je relevais les chiffres concernant les jeunes détenus au-dessous de 16 ans et plus, la proportion serait plus forte encore. C'est ainsi que sur les 113 prisons principales de l'Angleterre, 57 sont fermées pour manque de prisonniers. ».

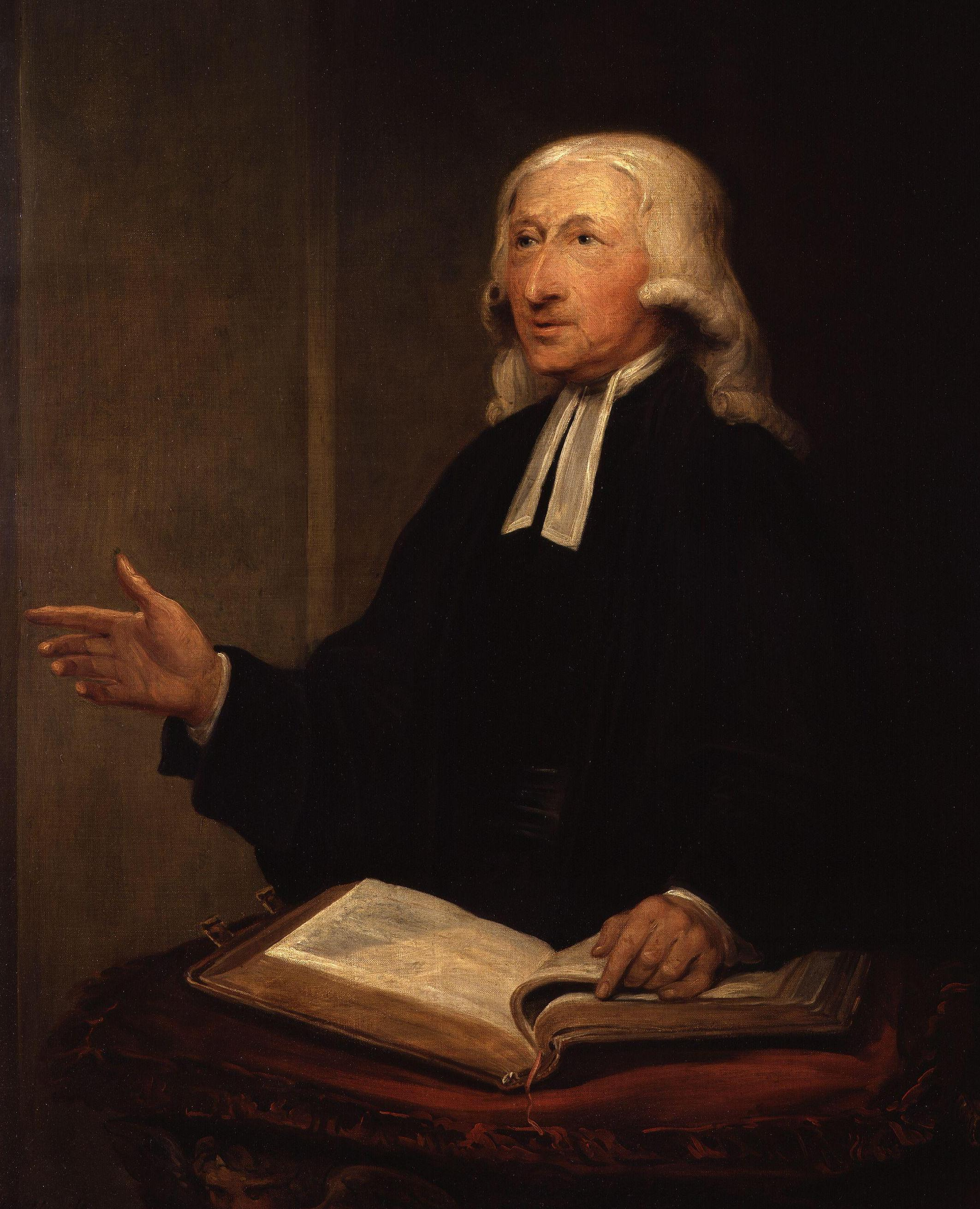
Le pasteur méthodiste John Wesley (1703–1791), par William Hamilton.

Les années suivantes, le nombre d’écoles du dimanche augmente considérablement en Angleterre et dans beaucoup d'autres pays. En 1788, à peine cinq ans après les débuts de l’expansion du mouvement, le méthodiste John Wesley (1703-1791) tint ces propos : « Nurseries de chrétiens ! […] la plus haute forme de charité depuis Guillaume le Conquérant. ».
Cette école rassemblait les enfants ne fréquentant pas le culte, pour leur donner le matin une instruction générale : lecture, écriture, calcul et histoire sainte. La lecture se faisait dans la Bible. Les premières Écoles se tenaient dans la cuisine de « femmes de bonnes mœurs », qui accueillaient les enfants chez elles et étaient rémunérées pour cela. Le bénévolat qui a toujours été la règle en France s'est imposé en Angleterre comme seule mesure appropriée, pour éviter la mort du mouvement victime de son succès, ne pouvant plus assurer les frais. L'implication des laïques et des femmes marque fortement le mouvement anglophone. Robert Raikes conduisait la classe l'après-midi au temple, où le catéchisme était dispensé.

#### L'engagement des femmes dans le mouvement
Bien qu’au début cette initiative fût fort appréciée, elle fut rapidement confrontée à plusieurs obstacles. On leur reprochait, d’une part, l'importante place du rôle des femmes dans ces écoles et, d’autre part, de ne pas respecter le jour de repos en faisant travailler des moniteurs ce jour-là.
Le pasteur Henry Paumier (1820-1899), alors secrétaire du Comité de la Société des écoles du dimanche, rapportait les propos du pasteur James Inglis qui se fit l'écho de trois griefs à l'encontre du Mouvement naissant en Écosse : la violation du shabbat, la place prise par les laïques et les femmes dans cette œuvre : "Quelques-uns [des pasteurs] allèrent même jusqu’à déclarer du haut de la chaire que l’instruction des enfants par les laïcs était une violation du quatrième commandement [relatif à l’interdiction pour les laïques de travailler le shabbat] ; ils menacèrent même d’interdire la communion à quiconque oserait se joindre à cette œuvre […] M. Inglis releva enfin, un autre préjugé auquel le temps et l'expérience ont fait justice, celui de l’instruction par les femmes. En 1820, "on ne comptait en Écosse, sur 1 700 instructeurs, que 140 femmes, tant on se défiait de leur travail et de leur influence ; aujourd’hui la proportion était bien changée ; les femmes comptaient pour moitié dans les rangs de cette noble phalange dévouée à l’instruction religieuse des enfants"

#### Le mouvement des écoles déguenillées (1844-1870)

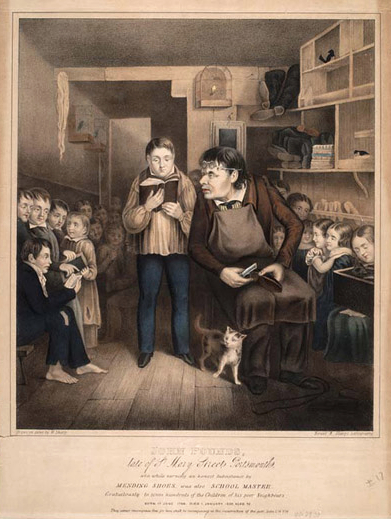
John Pounds (1766-1839).

Les Ragged schools (en), accueillent de leur côté les enfants les plus « désocialisés » (Grigg, p. 229). Initiées par le cordonnier John Pounds (1766-1839), le mouvement se développe grâce à l’action du pasteur anglican Thomas Guthrie (1803-1873), et de Lord Shaftesbury (1801-1885), fondateur de l’Union des ragged schools. Trois types de Ragged schools se sont développées : l'une le dimanche, une autre sous forme de cours du soir en semaine, et enfin la dernière en journée aux jeunes les plus motivés des cours du soir, sous forme d'éducation industrielle.
L'œuvre du docteur Thomas Barnardo (1845-1905) illustre ces actions menées à Londres au XIXe siècle. Le pasteur Ruben Saillens (1855-1942), alors encore étudiant en théologie à Londres témoigne du caractère périlleux du dispositif mis en place :
« Le Dr Barnardo m’a donné dernièrement une place de moniteur dans ses Écoles du Dimanche. Je croyais nos gamins bien mauvais et nos écoles bien mal organisées [à Lyon], mais ce n’est rien en comparaison de l’East End Juvenile Mission. Le docteur racontait l’autre jour qu’à ses débuts, les élèves l’avaient jeté par la fenêtre. Dimanche dernier, il s’en est fallu de peu que les gamins ne nous en fissent autant. ».
Le mouvement cesse lorsque la réforme Forster est mise en place, créant un réseau d'école publiques en 1870. L'école primaire devient obligatoire en 1880 en Angleterre et au Pays de Galles (en 1872 en Écosse).

### Organisation parallèle
La Ligue pour la lecture de la Bible est fondée en 1867 à Londres en Angleterre sous le nom de Mission spéciale au service des enfants (en anglais Children's Special Service Mission) par Josiah Spiers,. En 2017, la ligue est présente dans 120 pays.

### Le mouvement en France à partir de 1814

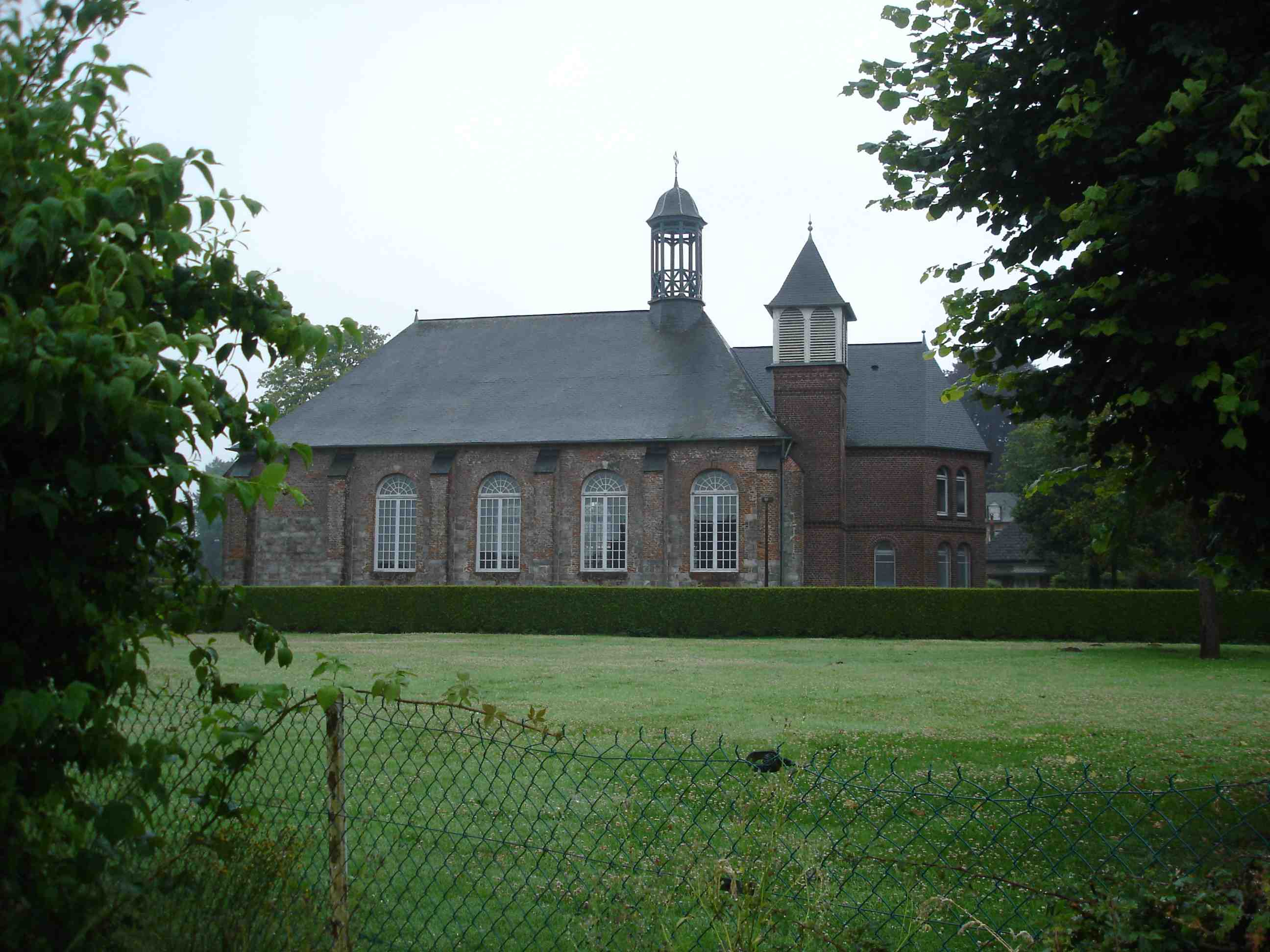
Le temple protestant de Luneray (Normandie), où la première école du dimanche française a été ouverte par le pasteur Laurent Cadoret le 7 août 1814.

À cette époque, les enfants s'y rendaient avec leurs parents, et les moniteurs interrogeaient les enfants sur ce qu'ils avaient compris au culte. Les écoles du dimanche sont des associations à la fois distinctes de l'Église locale par leurs statuts propres, tout en étant liées à elles par ses acteurs. Au XIXe siècle, le pasteur en est souvent le directeur. Si administrativement c'est en particulier en raison de ses diplômes universitaires, professionnellement, c'est avant tout parce que dans la tradition protestante, l'enseignement est la fonction principale de ce métier. Ce sont les membres de l'Église qui instruisent les jeunes enfants en commençant par l'alphabétisation des jeunes non scolarisés. La place des femmes enseignantes a toujours été très importante dans ce mouvement. Il a été en France l'occasion de la création de la Société d'encouragement pour l'instruction primaire parmi les protestants de France qui a développé l'enseignement primaire avant les lois Ferry (1881-1882).
Même si des écoles du dimanche laïques ont été créées, avec comme porte-parole en France Nicolas de Condorcet (1792), offrant une éducation secondaire le dimanche aux employés (1833), comprises comme une école industrielle dans la loi Falloux(1850), ou pour les écoles socialistes (en) par l'Anglais Tom Anderson (1894), l'initiative du mouvement revient à des pédagogues protestants. Le terme école du dimanche tel qu'il est employé ici désigne un dispositif initialement d'éducation populaire propre au protestantisme à l'époque des Réveils et des initiatives philanthropiques.

#### Les premières Écoles du dimanche françaises (1814-1829)

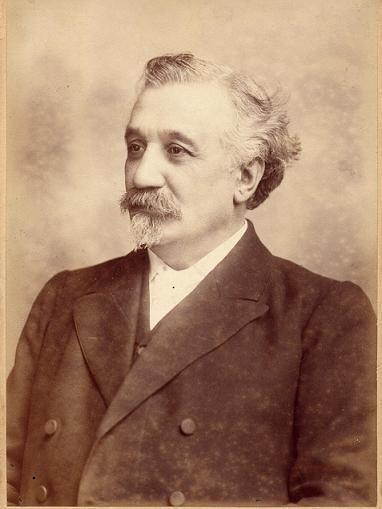
Ruben Saillens (1855-1942).

En France, les écoles du dimanche prirent plus de temps pour se développer et se structurer et furent plus centrées sur l’église qu'en Angleterre. Ruben Saillens dit à propos de celles de Lyon où les moniteurs sont recrutés auprès de l'Young Men's Christian Association (YMCA) (ou Union chrétienne de jeunes gens, UCJG) et de l'Union chrétienne de jeunes filles :
« Aussi, nos écoles du dimanche étaient bien différentes de celles d’aujourd’hui. Les deux sexes avaient des locaux à part : nous, jeunes gens, donnions à nos garçons des leçons de lecture, d’écriture, de calcul, pendant une heure. Nous consacrions les heures suivantes à une instruction religieuse basée sur le Nouveau Testament […] les jeunes filles chrétiennes, stimulées par l’exemple de leurs frères fondèrent à leur tour des écoles semblables pour les filles. ».
Après une initiative sans suite au moment de la Révolution française, les premières écoles du dimanche sont créées presque simultanément en Normandie et dans la région de Bordeaux au sein des Églises réformées. Une lettre  de Laurent Cadoret (1770-1861), citée dans le Journal des Écoles du Dimanche, témoigne de l'antériorité de son initiative en 1814 dans le temple protestant de Luneray (Seine-Maritime),. Formé à la théologie à l'Institut de David Bogue (1750-1825) à Gosport, c'est stimulé par ce dernier et soutenu par la Mission de Londres  qu'il initia non sans résistance la première École du dimanche à Luneray. Celle de Paris s'ouvrit en 1822, à l'Oratoire du Louvre. Le pasteur 
Frédéric Monod (1794-1863) en étant le directeur.
Le « Comité pour l'encouragement des écoles du dimanche » est créé par le baron Auguste de Staël en 1826. En 1827 le Comité publie un Alphabet des Écoles du dimanche, pour remédier au faible nombre de lecteurs chez les protestants d'alors. Le besoin d'éducation primaire conduit les responsables du comité à encourager la création, en 1829 de la Société pour l'encouragement de l'instruction primaire parmi les protestants de France.

#### La Société d'encouragement pour l'instruction parmi les protestants de France (1829-1994)

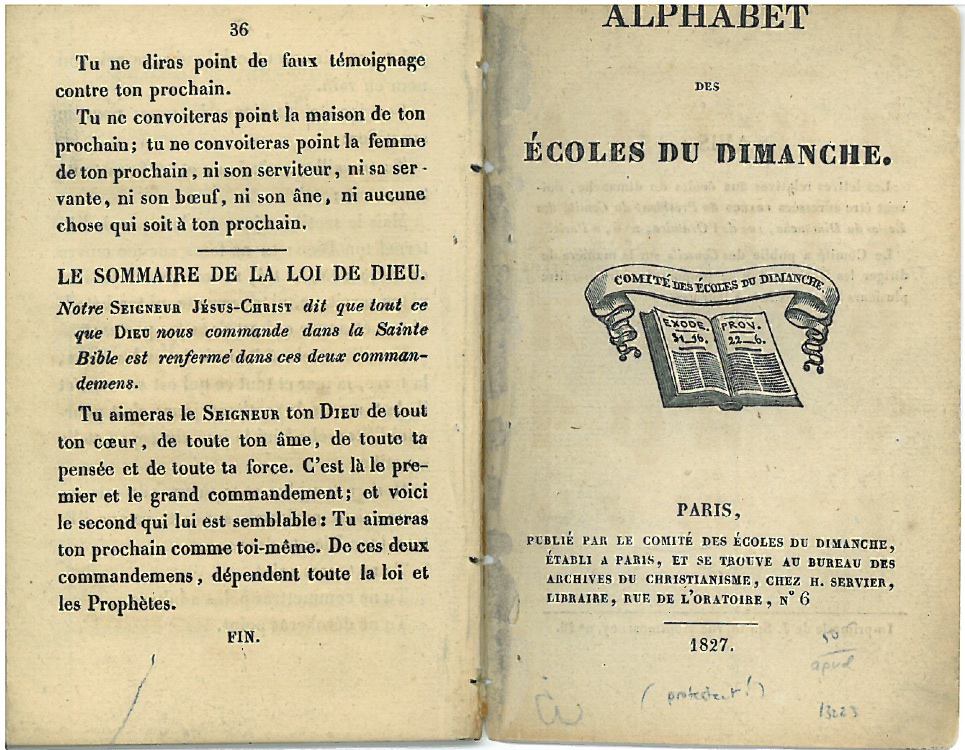
Alphabet des Écoles du dimanche publié par le Comité d'encouragement des Écoles du dimanche en 1827 (accès complet : Du bonheur de savoir lire, 2014, p. 212-130).

Organe de l’Église réformée, la société d'encouragement pour l'instruction primaire parmi les protestants de France est fondée le 2 mai 1829 par « les plus grands noms de l’Establishment protestant français » et est reconnue d’utilité publique dans la foulée, le 15 juillet 1829. Elle a pour but « de seconder les progrès de l’instruction primaire parmi les protestants de France », selon l'article premier du  règlement de la Société.
L'École normale protestante de Courbevoie, dirigée par le pasteur Gauthey, est le fleuron de la Société jusqu'à ce que les lois Ferry viennent sonner le glas de l'enseignement protestant. Une École normale d'institutrices se maintint un peu plus longtemps, à Boissy-Saint-Léger.
Créée en 1935, à l'occasion de l’Assemblée générale du protestantisme français, et portée par François de Witt-Guizot (le petit-fils de François Guizot, le deuxième président de la société), L’Association des Amis de l’Enseignement Protestant Secondaire et Primaire (1935-1971), va devenir une « filiale » de la Société pour l’encouragement de l’instruction primaire parmi les protestants de France pour encourager la fondation de nouvelles écoles primaires".
Finalement, la société fut dissoute en 1994, le pasteur Philippe Bertrand en étant son dernier président (Journal Officiel no 66 du 19 mars 1994, p. 4231).

#### La Société des Écoles du dimancheet du jeudi(1852-2003)

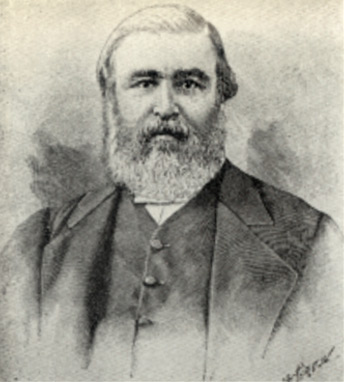
Jean-Paul Cook (1828-1886), cofondateur et fer de lance de la Société des Écoles du dimanche.

La Société des Écoles du Dimanche est créée en mars 1852 sous l’initiative de Jean-Paul Cook (1828-1886) qui avait déjà publié à Lausanne un guide pour créer une École du dimanche en 1847 (le premier guide fut déjà publié en 1817 par le pasteur David Césard Chabrand). Un manuel de la Société du canton de Vaud est aussi à signaler. C'est le pasteur Laurent Montandon(1803-1876) qui en était le président et le pasteur Henry Paumier(1821-1899) le secrétariat. Elle devint Société des Écoles du dimanche et du jeudi après les lois Ferry.
C'est en 1881, que Charles Robert pour la Société d'encouragement pour l'instruction primaire parmi les protestants de France avec Henry Paumier pour la Société des Écoles du dimanche, fondaient le mouvement des « Écoles du jeudi » ,. Leur but était de mettre un dispositif en place pour remédier à l'absence d'enseignement religieux dans l'école primaire.
Bien qu'en 1854, la Société rééditait l'alphabet des Écoles du dimanche de 1827 et plaçait dans son recueil de cantiques, l'un d'eux intitulé Du bonheur de savoir lire , plus spécifiquement orienté vers l'enseignement biblique et la formation des moniteurs et des monitrices. Mais rappelons que depuis la loi Guizot de 1833, les efforts pour une plus large scolarisation de tous les enfants, ont été croissants dans le primaire, facilité par le recul progressif de l'âge d'entrée des enfants dans le monde du travail

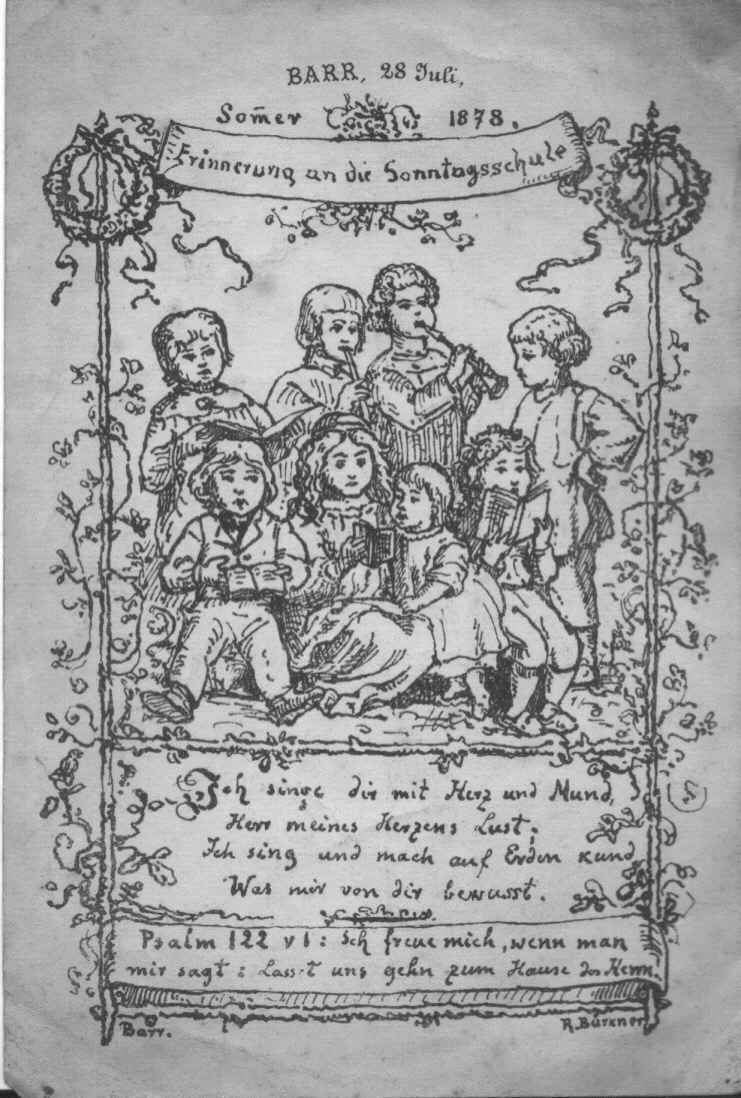
Bon Point, Souvenir de l'École du dimanche de Barr (67), R. BUTKNER, 28 juillet 1878.

Les statuts de la Société des Écoles du dimanche mettent l'accent sur la fonction « missionnaire » du mouvement français qui se développe en bonne harmonie et en complément à l'action de la Société d'Encouragement pour l'iInstruction primaire parmi les Protestants de France. Pour le pasteur Roy, à Saint-Jean-du-Gard, l'œuvre des Écoles du dimanche a été une des plus importantes pour les protestants du XIXe siècle :  
« De toutes les œuvres instituées depuis un demi-siècle, l’école du dimanche est certainement la meilleure et la plus féconde en heureux résultats. Elle l’emporte à notre avis sur les Sociétés d’évangélisation et de Missions, car ces dernières ne sont possibles qu’avec l’école du dimanche. Nous ne saurions nous représenter l’état de notre protestantisme français sans elle »".
L'article premier du règlement fixe ce but à la nouvelle société : "Le but de cette Société est de propager les vérités évangéliques par le moyen des Écoles du dimanche. Elle provoque la formation de ces Écoles, elle en seconde l’établissement et s’attache à les perfectionner, sans vouloir s’immiscer dans leur direction".
La Société des Écoles du dimanche fera œuvre de maison d'édition : revues de formation des moniteurs, listes de textes bibliques à étudier, feuilles pour élèves, bon-points, registres de présence… et ouvrages estimés utiles à l'éducation de la jeunesse. Les pasteurs, fers de lance de la Société des Écoles du dimanche, insistaient en outre beaucoup sur l'importance des visites des enfants par leur moniteur ou monitrice. Le pasteur-pédagogue Louis-Frédéric François Gauthey avait été chargé de rédiger en 1858, pour la Société des Écoles du dimanche un Essai sur les Écoles du dimanche, synthèse de la pédagogie et des pratiques de ces écoles à cette époque.

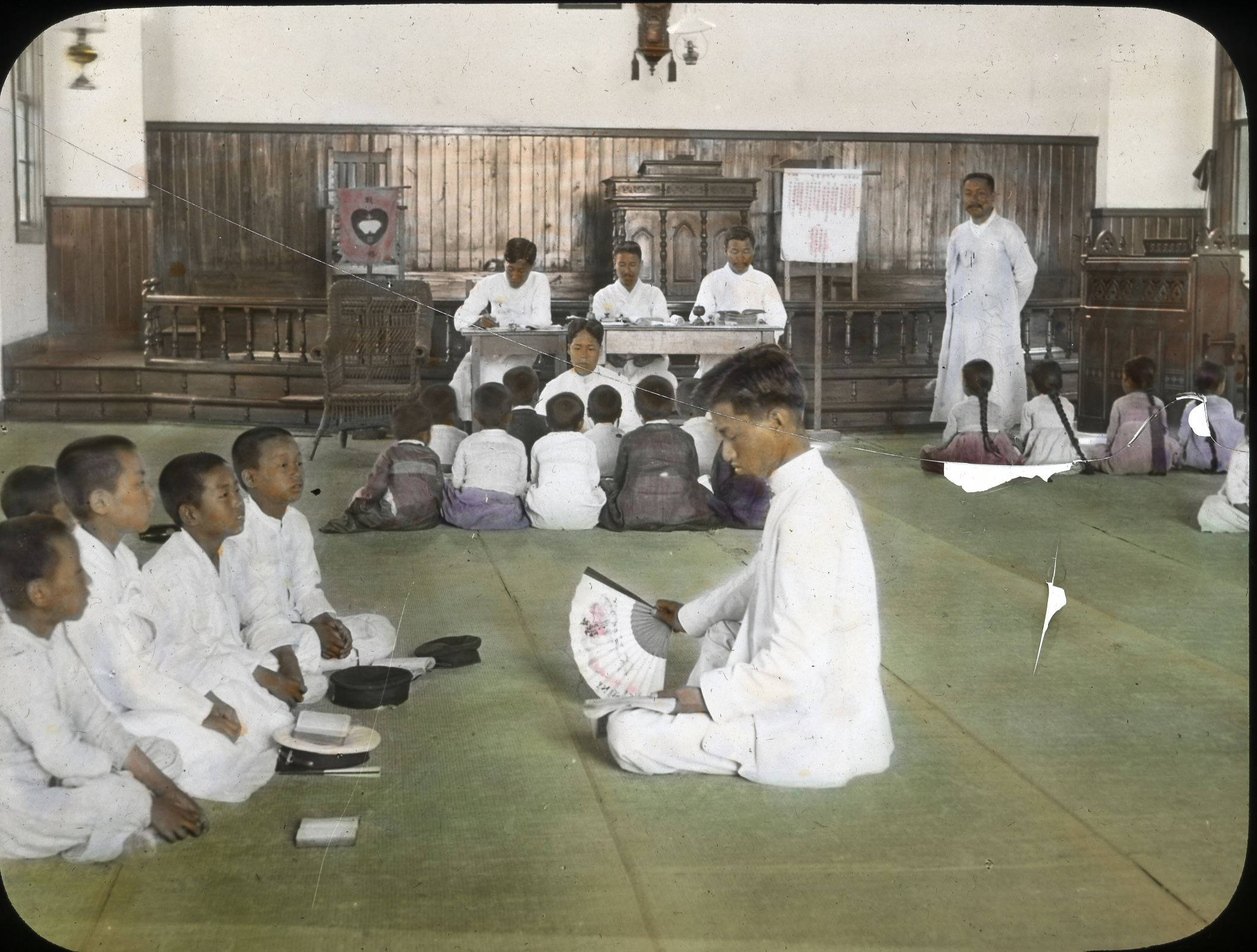
École du dimanche méthodiste en Corée (entre1908-1922, Taylor).

Le philanthrope américain Albert Woodruff (1807-1891) contribue au développement du mouvement en France et en Europe, encourageant le système d'enseignement mutuel ou le système dit des groupes. Cette méthode lancastérienne a été une des caractéristiques pédagogiques du mouvement dans tous les pays. Le nom de "moniteur" et de  "monitrice" donné aux enseignants en est encore une trace aujourd'hui. Mais pour l'enseignement biblique, c'est le modèle socratique qui primait, privilégiant les échanges entre élèves et moniteurs qui interrogeaient et faisaient réfléchir les enfants par eux-mêmes, en lisant la Bible.
Au début du XIXe siècle en France, la direction des écoles du dimanche est assez généralement confiée au pasteur de l'Église, et constitue selon Encrevé plutôt un pré-catéchisme qu'un catéchisme. Au synode de Normandie, Wilfred Monod plaide en 1904 pour le passage d'un examen d'entrée aux jeunes qui souhaitent commencer le catéchisme sans avoir fréquenté l'École du dimanche, pour s'assurer du niveau de connaissance biblique acquis au sein de la famille.
La situation rurale de la France, le contexte de développement de l'école primaire obligatoire, de la séparation de l'instruction générale et religieuse influent sur le développement de ces Écoles, et provoque la création des écoles du jeudi dès 1881. En ville, à Paris les écoles du dimanche missionnaire ou Écoles déguenillées, accueillent des enfants de parents catholiques; et à Lyon des enfants de familles de libres penseurs. La mission Mac All 
a largement contribué à ces efforts éducatifs.
Après être devenue la Société des Écoles du dimanche et du jeudi en 1881, la Société inter-dénominationnelle devenait la Société d'Édition et de Diffusion du Service Catéchétique du Conseil Permament Luthéro-Réformé.

## XXesiècle

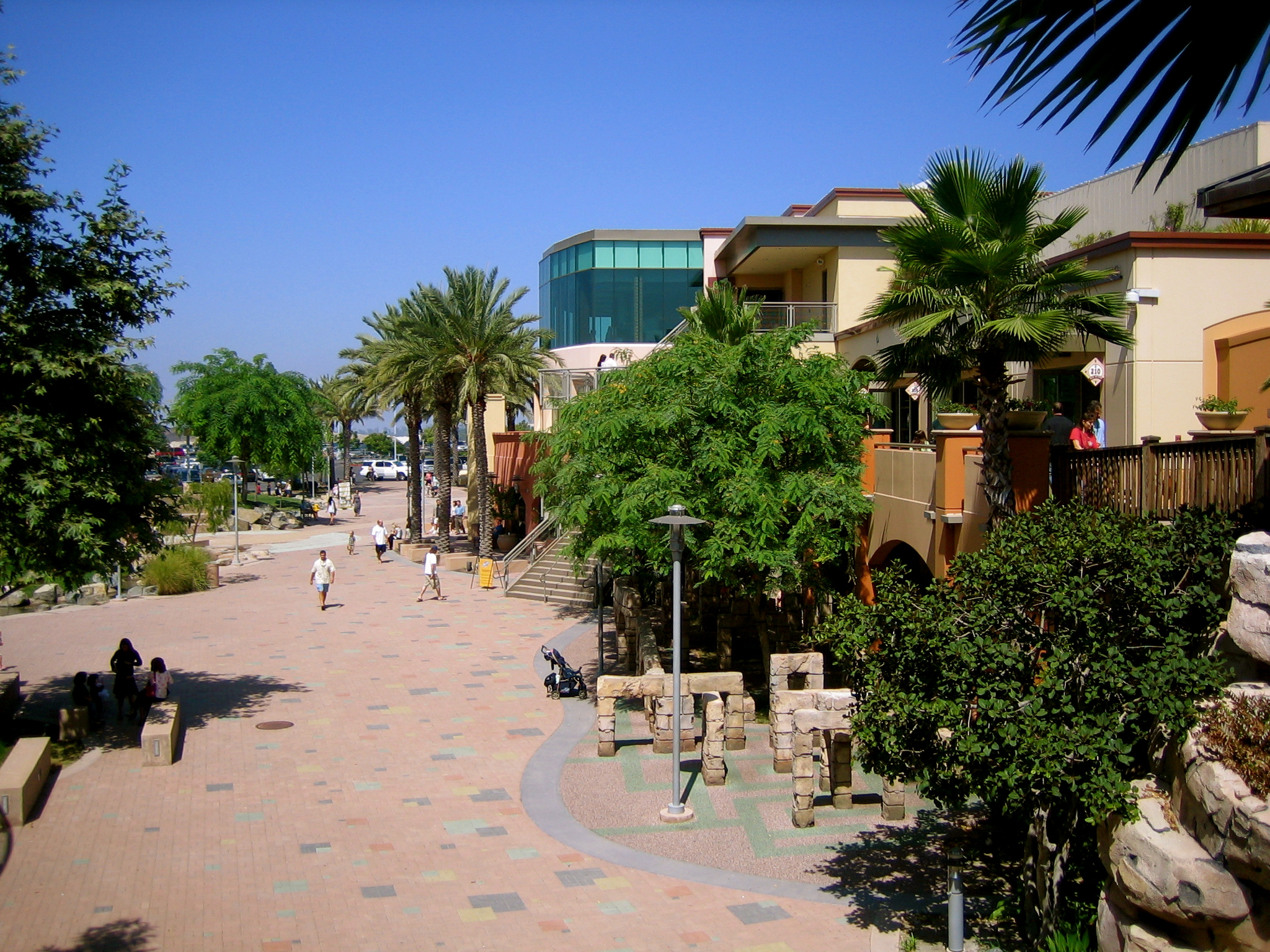
Bâtiment pour l’école du dimanche de Saddleback Church, à Lake Forest, aux États-Unis.

À partir du XXe siècle, le terme « École du dimanche » désigne l’enseignement adapté que reçoivent les enfants et les adolescents dans une salle ou un bâtiment distinct d’une église protestante ou chrétienne évangélique, pendant le service,,. Dans certaines églises, l'école du dimanche est aussi destinée aux adultes, avant ou après le service. Des organisations chrétiennes évangéliques internationales spécialisées dans les programmes de formation chrétiens pour les enfants et les jeunes des églises ont été fondées. Il y a eu Awana, fondée en 1950 aux États-Unis. En 2019, elle travaillerait avec 61 000 églises dans 122 pays.

### Le mouvement français et Vaudois des Écoles du dimanche
- Ferdinand Buisson, « Dimanche (écoles du) », Dictionnaire de Pédagogie, Lyon, INRP, 1911.
- David César Chabrand, Des écoles du Dimanche de leur importance et de la manière de les diriger, no 84, Toulouse, Navarre, 1817, 12 p
- Comité pour l'encouragement des Écoles du dimanche, Conseils pour l’établissement et l’organisation des Écoles du Dimanche, Paris, Smith, 1827, 19 p.
- Joseph-Marie Baron De Gerando, De la Bienfaisance Publique : des institutions à prévenir l’Indigence, 1839, T2, p. 508ss à télécharger sur
- Frank Puaux, « Sociétés d'instruction », Les œuvres du protestantisme français au XIXe siècle, Paris, Comité protestant français, 1893, p. 313-362.
- Société des Écoles du dimanche du canton de Vaud, Petit manuel des écoles du dimanche ou conseils et directions à l'usage des Maîtres, Lausanne, Société des Écoles du dimanche du canton de Vaud, 1853, 76p.
- Anne Ruolt, « Bicentenaire des Écoles du dimanche », émission Chronique culture protestante du Comité protestant des amitiés françaises à l'étranger, 3 août 2014, France Culture .
- Anne Ruolt, « Du rôle éducatif précurseur au XIXe siècle, du Comité d’encouragement des écoles du dimanche (1826-1828), en faveur de l’instruction religieuse et primaire des protestants de France », Rassegna di Pedagogia, LXIX/3-4/2011, p. 305-330
- Anne Ruolt, L’École du Dimanche en France au XIXe siècle, pour croître en sagesse et en grâce, collection religion – sciences humaines, Paris, L’Harmattan, 2012, 296 p.
- Anne Ruolt. « L’éducation populaire chez les protestantes au début du XIXe siècle : de la fonction de “petite école des deux cités“ des premières écoles du dimanche françaises (1814 à 1830)» La Revue réformée, no 262, 2012/3, t. LXIII, p. 83-113.
- Anne Ruolt, « Les Écoles du dimanche en France (1852-1902) ou l’histoire d’un dispositif éducatif pan-anthropique » : Études théologiques et religieuses, t. 86, 1/ 2011, p. 71-99 .
- Anne Ruolt, « Luneray, berceau de la première École du Dimanche en France ? » Bulletin de la Société d’Histoire du Protestantisme en Normandie, no 47, février 2010, p. 20-26.
- Anne Ruolt, « Une Histoire méconnue d’une « institution » évangélique très connue : le mouvement des Écoles du Dimanche au XIXe siècle », Les Cahiers de l’Institut, janvier 2011, no 150, p. 3-13.
- Albert Woodruff, L'École du dimanche, institution fondée sur la Sainte Écriture, Paris, Librairie évangélique, 1857, 24 pp.
- Jean-François Zorn, « École du Dimanche », Encyclopédie du protestantisme, Paris/Genève ; Cerf/Labor et Fides, 1995, p. 444.

### Les acteurs du mouvement francophone et leur pédagogie
- Jean-Paul Cook, Histoire et organisation d’une École du Dimanche avec quelques conseils à ceux qui donnent aux enfants une instruction religieuse, Paris/Nimes/Lausanne, Delay/Garve/Bridel, 1847,30 p.
- Gérard Delteil, « Déplacement de la catéchèse », Études théologiques et religieuses, 54, 1979/1, p. 34ss
- Louis-Frédéric François Gauthey, Essai sur les écoles du dimanche, Ouvrage couronné par le Comité des écoles du dimanche de Paris, Paris, Agence de la Société des écoles du dimanche, 1858, 200 p.
- Sully Jaulmes-Cook, L’École du dimanche, système des groupes : organisation et avantages de ce système, réponse aux objections, Lausanne, Bridel, 1863, 63 p.
- Anne Ruolt, Du bonheur de savoir lire. Une approche protestante de la lecture et de l’école, celle des artisans du Réveil au début du XIXe siècle en France, supplément à Théologie évangélique, Vaux-sur-Seine/Charols, Edifac/Excelsis, 2014, 160 p.
- Anne Ruolt, « Du rôle des fêtes et de la joie comme moyens d'exciter la jeunesse à l’étude et de lui inspirer l'amour de l’école : le cas des Écoles du Dimanche françaises du XIXe siècle » : Revue d’Histoire et de Philosophie Religieuses, t. 91, 4/2011, p. 525-548.
- Anne Ruolt, « Laurent Cadoret (1770-1861) et l’École du Dimanche à Luneray (1814) : les prémices de la renaissance des écoles protestantes en France », Penser l’éducation, no 30 décembre 2011, p. 52-71.
- Anne Ruolt. « Le pasteur Laurent Cadoret (1770-1861) et une de ses œuvres : l’École du Dimanche de Luneray », Bulletin de la Société d’Histoire du Protestantisme Français, no 158, 2012, p. 703-774.
- Anne Ruolt, «Louis Frédéric François Gauthey (1795-1864), pasteur et pédagogue » : Théologie Évangélique, t. 2, 2011, p. 183-202.
- Anne Ruolt, Louis-Frédéric François Gauthey (1795-1864) pasteur et pédagogue, pour une pédagogie pananthropique et naturelle, collection : pédagogie, crises, mémoires, repères, Paris, L’Harmattan, 2013, 290 p
- Anne Ruolt. « Petite histoire des récompenses : l’approche protestante de L.-F.F. Gauthey (1795-1864) », Revue d’Histoire et de Philosophie Religieuse, t. 93, 2/2013, p. 223-245.
- Albert Woodruff, De la meilleure organisation des Écoles du dimanche, comme auxiliaire du ministère évangélique, Paris, Société des Écoles du Dimanche, 1864, 32 pp.
- Jean-François Zorn, « Un mouvement catéchétique contemporain : les Écoles du Dimanche », Études théologiques et religieuses, 71e année, 1996/3, p. 379-400.

### Le premier mouvement anglais et Robert Raikes
- Frank Booth, Robert Raikes of Gloucester, Nutfield, Redhill, Surrey, National Christian Education Concil, Robert Denholm, 1980, 188 p.
- Ferdinand Buisson, « Raikes », Dictionnaire de Pédagogie, Lyon, INRP, 1911.
- Philip B. Cliff, The rise and development of the Sunday School Movement in England, 1780-1980, Nutfield, Redhill, Surrey : National Christian Education Council, 1986.
- Russel Grigg, « The Origins and growth of ragged schools in Wales 1847-c. 1900 », in History of Education, 2002, Vol 31, note no 6, p. 229. p. 227-243
- J. Henry Harris, Robert Raikes, the man and his work : Biographical Notes collected by Josiah Harris, Unpublished Letters by Robert Raikes, Letters from the Raikes Family, Opinions on influence of Sunday schools, New York, E.P. Dutton, 1899, 335 pp.
- Henri Laune, Robert Raikes et ses écoliers, Paris, SED, 1881 ; 140pp. Traduit librement de l’anglais, original : The Sunday School Union, Robert Raikes and his scholars, Londres, 26 juin- 3 juillet 1880 (seule biographie de Raikes trouvée jusque-là éditée en langue française).
- Stephen Orchard, H.Y. Briggs, The Sunday School Movement : studies in the Growth and décline of the Sunday Schools, Londres, Paternoster, juillet 2007, 300 pp.
- John Carroll Power,  The Rise and Progress of Sunday Schools; a Biography of Robert Raikes and William Fox, New York, Sheldon & Company, 1863, 294 pp.
- Charles Remusat, De la vie de village en Angleterre, ou Souvenir d’un exilé, Paris, Didier, 1863, p. 188-197

### Ragged schools ou Écoles déguenillées
- Thomas, Guthrie, Seed-Time and Harvest of Ragged Schools, Edinburgh, Black, 1860, 206 p.
- C. J. Montague, « Sixty Years in Waifdom Or, the Ragged School Movement  Londres, Psychology Press, 1969, 459 p.
- Quarly Review, "Les Écoles déguenillées", La Revue Britannique, Dondey-Dupré, père et fils., 1847, p. 41-60
- Ragged School Union, The ragged school union magazine, Londres, Paternoster, V.1, 1849
- Eugène Rendu, De l'instruction primaire a Londres dans ses rapports avec l'état social, Paris, Hachette, 1853, 259p.
- Anne Ruolt, « Action éducative protestante auprès des enfants des rues au XIXe siècle :l’exemple des Ragged Schools ou écoles du dimanche déguenillées », Études théologiques et religieuses, no 88, 1/2013, p. 53-72
- Anne Ruolt, « Ragged Schools – ein Modell der Prävention von Jugendkriminalität? », Ute Walch (trad), IJHE Bildungsgeschichte International Journal for the Historiography of Education, 2/2013, p. 35-44 .